# Лангар (царь)
Лангар (др.-греч.  Λάγγαρος; IV век до н. э.) — царь фракийского племени агриан, союзник правителей Македонии, умер в 335 году до н. э.

## Биография
Лангар был царём пеонийского племени агриан, которое проживало в верховьях Стримона и Аксиоса в районе современной Софии.
Лангар был современником Александра Македонского, с которым был хорошо знаком ещё до смерти в 336 году до н. э. царя Филиппа II. Предположительно, он познакомился с юным царевичем в 340 или 338/337 годах до н. э., когда прибыл в столицу Македонии Пеллу, в то время когда Александр выполнял роль наместника Филиппа II, пока тот отсутствовал.
Лангар оказал Александру важные услуги во время войны с царём дарданцев Клитом и правителем тавлантиев Главкием, выступивших против Македонии. Александр не мог начать азиатский поход, не обезопасив прежде северные границы своего государства. После его возвращения с Истра иллирийские автариаты подготовились к нападению на македонское войско во время марша через горы. Однако Лангар вторгся на их территорию, предавая все опустошению и захватывая пленных и добычу, вследствие чего планы автариатов оказались совершенно расстроенными, так как теперь им «пришлось думать о себе самих».
Александр щедро наградил Лангара за его помощь и обещал после возвращения в Пеллу отдать за него свою сводную сестру Кинану, муж которой Аминта был казнён незадолго до этого. Но Лангар вскоре после возвращения домой скончался.